# Субальпийский пояс

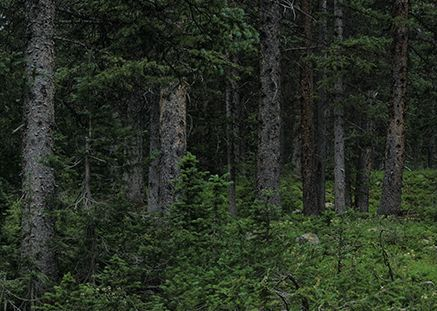
Ели Энгельмана в субальпийском поясе, центральный Колорадо

Субальпи́йский по́яс — природный высотный пояс в горах, ландшафты которого свойственны для умеренных и субтропических широт с преобладанием субальпийской растительности и климата. Расположен ниже альпийского пояса и выше горно-степного или горно-лесного поясов.
Температура в субальпийском поясе поднимается летом максимум до +24 °C в жаркие солнечные дни, а обычно не достигает +16 °C. Заморозки возможны в любое время года. Хотя зимние температуры могут быть выше тех, что случаются на более низких высотах, как правило, выше, чем минус 23 °C, земля в это время покрывается толстым снежным покровом, который сохраняется в течение 6—8 месяцев в течение года, а некоторые сугробы тают только летом. Конвективные осадки, в основном грозовые, часто выпадают в виде снежной крупы или града.
Высота пояса различна на разных широтах. Например, на Кавказе и в Альпах субальпийский пояс находится на высоте 1700—2300 м над уровнем моря, на южных склонах Гималаев на высоте 3200—4000 м, а в более высоких широтах его уровень резко снижается (например, на Курильских островах он опускается до уровня моря).

## Флора
Сообщества, образуемые субальпийской растительностью в разных районах земного шара, могут быть объединены в 4 группы:
- высокотравные субальпийские луга[2];
- сообщества низкорослых кустарников и кустарничков, в том числе стланиковые формы;
- травянистые пустоши и пустошные луга, состоящие из низкорослых трав;
- осветлённые леса паркового типа — субальпийские редколесья и криволесья.

### Горы Северной Америки
В Скалистых горах флора характеризуется преобладанием пихты субальпийской (Abies lasiocarpa) и Ели Энгельмана (Picea engelmannii). Отсутствуют деревья, растущие ниже по склону, такие как сосна жёлтая (Pinus ponderosa) и сосна скрученная широкохвойная (Pinus contorta). В некоторых местах можно встретить сосну белокорую (Pinus albicaulis) и сосну остистую межгорную (Pinus longaeva), дугласию (Pseudotsuga menziesii), пихту одноцветную (Abies concolor) и различные виды можжевельника (Juniperus).
Вследствие тяжёлых зим и недостатка источников пищи количество местной фауны сильно ограничено. Иногда на эти высоты поднимаются медведи и пумы. Среди живущих здесь млекопитающих можно отметить рысь, беляка американского (Lepus americanus), американскую куницу (Martes americana) и различные виды белок; из птиц — гаичку Гамбела (Poecile gambeli) и черноголовую голубую сойку (Cyanocitta stelleri), а также сов, поползней и вьюрков.